# Karl Hans Lody
Carl Hans Lody (20. ledna 1877 v Berlíně – 6. listopadu 1914) byl popraven jako německý špion ve Spojeném království v dnes již bývalém vězení v Londýnském Toweru, krátce po začátku první světové války.
Lody byl zastřelen v Toweru osmi muži (the 3rd Battalion of the Scots Guards). Byl první uvězněnou osobou v Toweru po téměř jednom století a první popravený po více než 150 letech.
Německý torpédoborec Hans Lody byl pojmenován právě po něm.